# Comanthera imbricata
Comanthera imbricata är en gräsväxtart som först beskrevs av Friedrich August Körnicke, och fick sitt nu gällande namn av L.R.Parra och Ana Maria Giulietti. Comanthera imbricata ingår i släktet Comanthera, och familjen Eriocaulaceae. Inga underarter finns listade i Catalogue of Life.